# (3646) Aduatiques
(3646) Aduatiques ist ein Asteroid des Hauptgürtels, der am 11. September 1985 vom belgischen Astronomen Henri Debehogne am La-Silla-Observatorium (IAU-Code 809) der Europäischen Südsternwarte in Chile entdeckt wurde.
Benannt wurde der Asteroid nach dem germanischen Volksstamm der Aduatuker in der Gegend des heutigen Tongern (Belgien), die sich laut Julius Cäsars Schrift De Bello Gallico (Über den Gallischen Krieg) im Jahr 57 v. Chr. gegen Rom verschworen hatten.